# Explorer 36
Explorer 36 (còn được gọi là GEOS 2 hoặc GEOS B, viết tắt của Geodetic Earth Orbiting Satellite) là một vệ tinh của Hoa Kỳ được phóng lên như là một phần của chương trình Explorers và là vệ tinh thứ hai trong hai vệ tinh GEOS.
Explorer 36 được phóng vào ngày 11 tháng 1 năm 1968 từ Căn cứ không quân Vandenberg, với tên lửa Delta.
Explorer 36 là một tàu vũ trụ được hỗ trợ bằng năng lượng mặt trời, hướng theo gradient, ổn định, mang thiết bị điện tử và trắc địa. Các hệ thống thiết bị đo đạc trắc địa bao gồm: Hệ thống đèn hiệu quang, hệ thống Doppler Radio, bộ thu phát dải SECOR, Radio Range/Hệ thống Rate, bộ phát tín hiệu Radar C-Band, hệ thống Minitrack của NASA, đầu dò điện tử kết tủa, từ kế, laser theo dõi phản xạ.
Các hệ thống phi trắc địa bao gồm một máy dò laser và đèn hiệu giao thoa Minitrack. Mục tiêu của tàu vũ trụ là tối ưu hóa các khoảng thời gian hiển thị quang học và cung cấp dữ liệu bổ sung cho các thuật ngữ phụ thuộc độ nghiêng được thiết lập bởi nghiên cứu trọng lượng của Explorer 29 (GEOS 1).
Explorer 36 được đặt vào quỹ đạo ngược để hoàn thành các mục tiêu này. Các vấn đề hoạt động xảy ra trong hệ thống điện chính, hệ thống đèn hiệu quang, đồng hồ tàu vũ trụ, và các điều chỉnh về lập kế hoạch dẫn đến các hoạt động danh nghĩa.